# Philosepedon distans
Philosepedon distans är en tvåvingeart som först beskrevs av Enrico Adelelmo Brunetti 1911.  Philosepedon distans ingår i släktet Philosepedon och familjen fjärilsmyggor. Inga underarter finns listade i Catalogue of Life.